# Lowlands (Festival)

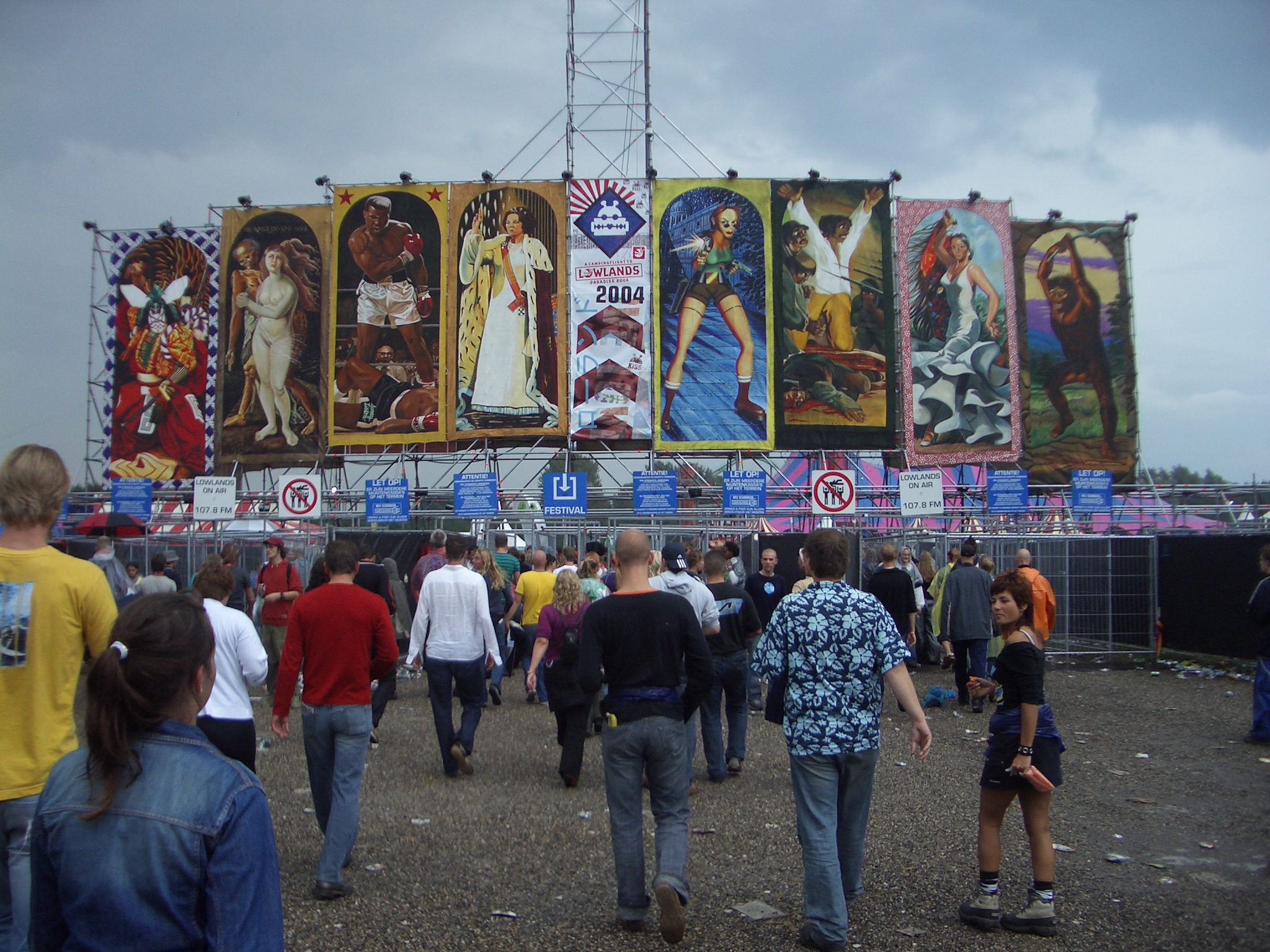
Eingang des Festivals

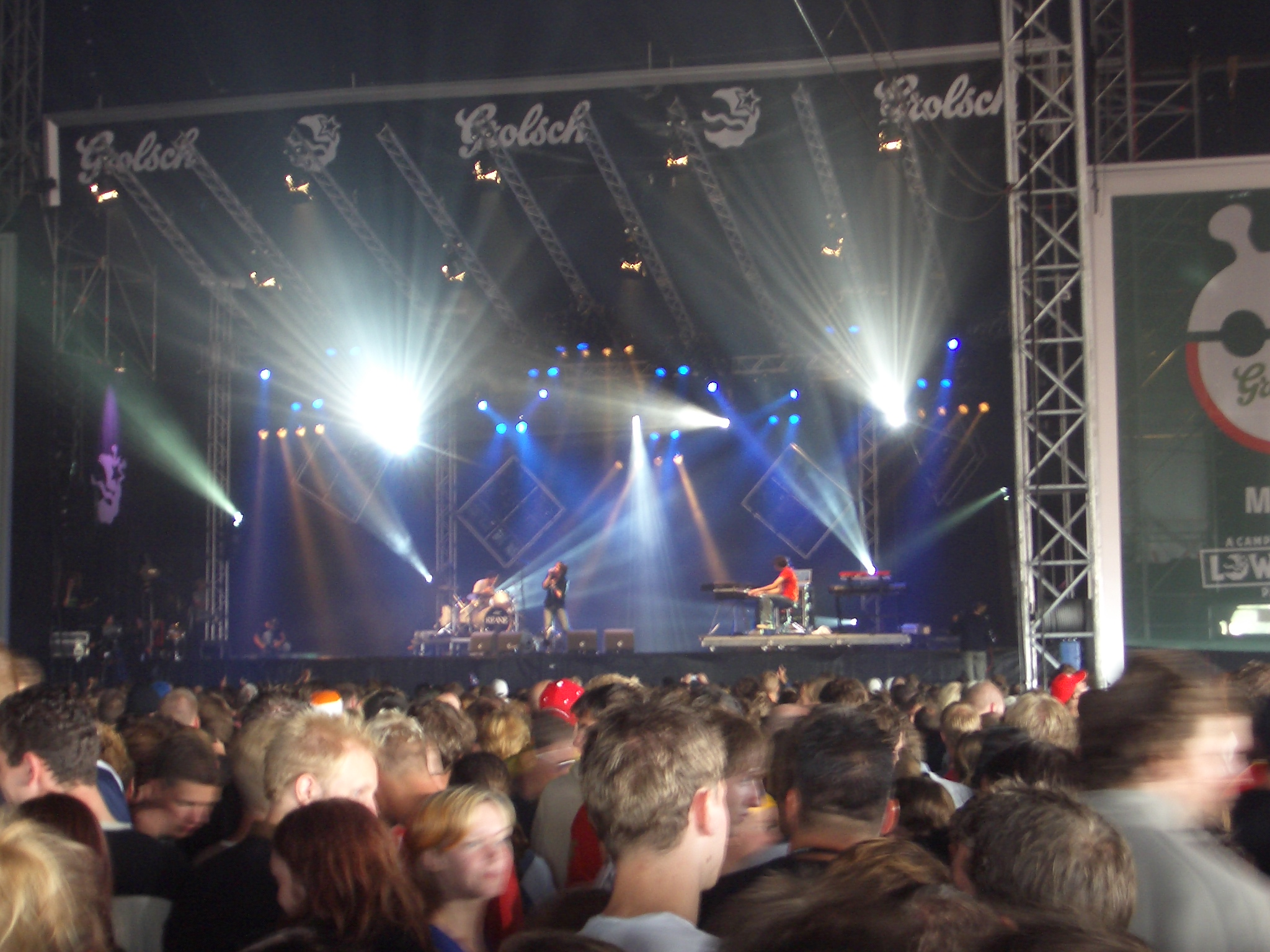
Keane live auf dem Lowlands 2004

Lowlands, auch bekannt als A Campingflight to Lowlands Paradise, ist in seiner heutigen Form ein seit 1993 jährlich stattfindendes dreitägiges Musikfestival in der Nähe von Biddinghuizen, Niederlande. Es gilt als Nachfolger des Festivals A Flight to Lowlands aus den 1960er Jahren.

## Das Festival
Das namensgebende Festival fand im November 1967 unter dem Namen „A Flight to Lowlands Paradise“ in der Jaarbeurs in Utrecht statt und wurde von dem Utrechter Künstler Bunk Bessels und dem damaligen Utrechter Jugendzentrum veranstaltet. Danach gab es noch eine Folgeveranstaltung unter dem gleichen Namen. Die Gründer des heutigen Lowlands, die Künstleragentur Mojo Concerts und die Veranstaltungsagentur Loc700 übernahmen, zu Ehren dieses frühen Ereignis der Festivalkultur, diesen Namen und ergänzten es mit dem programmatischen Wort „Camping“.
Neben Auftritten von Künstlern verschiedener Musikstile ist das Lowlands-Festival auf Kunst ausgerichtet: Theater, Comedy, Literatur, Kunst oder Kino. Zudem finden Diskussionen mit Vertretern aus Wissenschaft, Wirtschaft oder Politik statt.
Auf zwölf Bühnen finden an drei Veranstaltungstagen über 200 Aufführungen statt.
Wie bei vielen anderen Festivals ist es üblich, auf dem Festivalgelände zu zelten, sodass sich das Festivalgelände um das Veluwemeer wie eine Kleinstadt, samt Essens- und Getränkeständen sowie einem Markt, gestaltet.
Im Jahr 2020 und 2021 wurde das Lowlands aufgrund der COVID-19-Pandemie abgesagt. 2022 konnte es vom 19. bis zum 21. August mit 60.000 Besuchern wieder nahezu ohne Einschränkungen stattfinden. 2023 fand das Festival zwischen dem 18. und 20. August statt, 2024 vom 16.–18. August.

## Line-ups
- 1993: Rage Against the Machine, Iggy Pop, Big Star
- 1994: Life of Agony, Jeff Buckley, The Offspring, Cypress Hill
- 1995: Foo Fighters, Green Day, The Prodigy, The Chemical Brothers
- 1996: Ice-T, Dick Dale, Björk, Sonic Youth, Tricky
- 1997: Life of Agony, The Chemical Brothers, Blink-182
- 1998: Green Day, Beastie Boys, Fatboy Slim, Elliott Smith
- 1999: Dropkick Murphys, The Chemical Brothers, The Offspring
- 2000: blink-182, Motorpsycho, Osdorp Posse, Underworld, Heather Nova, Toploader, De La Soul, Guano Apes, HIM, K’s Choice, Limp Bizkit, Deftones
- 2001: Dropkick Murphys, The Prodigy, Placebo, Eels, Muse, Hooverphonic, Less Than Jake, Reel Big Fish, Zero 7, System of a Down, Mogwai, Live
- 2002: Incubus, Face Tomorrow, KoЯn, Underworld, Ozark Henry, Röyksopp, Flogging Molly, Hawksley Workman, Danko Jones, Millionaire, Laidback Luke, Filter, Speedy J
- 2003: Eels, Foo Fighters, Admiral Freebee, Spearhead, Guano Apes, Less Than Jake, Reel Big Fish, Nightwish, Goldfrapp
- 2004: Faithless, The Chemical Brothers, The White Stripes, The Darkness, N.E.R.D, Franz Ferdinand, The Offspring, Within Temptation, Flogging Molly, Dropkick Murphys
- 2005: Foo Fighters, Queens of the Stone Age, Dropkick Murphys, Beatsteaks, LCD Soundsystem, Röyksopp, Nick Cave, Korn, Nightwish, The Prodigy, Marilyn Manson
- 2006: Placebo, Muse, Massive Attack, Anouk, Bloc Party, The Streets, Snow Patrol, Scissor Sisters, The Stooges, Panic! at the Disco, Ministry
- 2007: Arcade Fire, Tool, Kaiser Chiefs, Lily Allen, Sonic Youth, Nine Inch Nails, The Killers, Motörhead, Interpol, Jimmy Eat World, Kings of Leon
- 2008: Franz Ferdinand, Sex Pistols, The Kooks, Dropkick Murphys, The Hives, Underworld, Nightwish, DEUS, N.E.R.D
- 2009: The Prodigy, Arctic Monkeys, Kaiser Chiefs, Snoop Dogg, Maxïmo Park, Enter Shikari, Eagles of Death Metal, Faith No More, White Lies
- 2010: Thirty Seconds to Mars, NOFX, Serj Tankian, Pendulum, Placebo, Queens of the Stone Age, Mumford & Sons, Anouk
- 2011: Interpol, The Offspring, Arctic Monkeys, Elbow, Europe, Nelly Furtado
- 2012: Foo Fighters, Skrillex, The Black Keys, Ed Sheeran, Kasabian, The Gaslight Anthem, Billy Talent
- 2013: Jake Bugg, Fall Out Boy, Nick Cave, Editors, Dizzee Rascal, Nine Inch Nails
- 2014: Disclosure, Stromae, Queens of the Stone Age, Imagine Dragons, Volbeat, Die Antwoord
- 2015: The Chemical Brothers, Ben Howard, Major Lazer
- 2016: Muse, Disclosure, LCD Soundsystem, The Last Shadow Puppets, Sigur Rós
- 2017: Iggy Pop, The xx, Sean Paul, Mumford & Sons, Cypress Hill
- 2018: Gorillaz, The War on Drugs, Kendrick Lamar, Dua Lipa
- 2019: Tame Impala, The National, Billie Eilish, Royal Blood, Twenty One Pilots
- 2022: Arctic Monkeys, Stromae, Froukje, The Kooks, Al-Qasar, Sinead O’Brien, Mdou Moctar, Major League DJz